# ماتة خربة
ماتة خربة هي قرية في مقاطعة سلماس، إيران. يقدر عدد سكانها بـ 240 نسمة بحسب إحصاء 2016.